# 玛丽·桑切斯
玛丽·桑切斯（西班牙語：Mari Sánchez，1991年10月8日—），哥伦比亚女子举重运动员，2022年南美运动会女子76公斤级银牌得主、2023年泛美运动会女子71公斤级银牌得主、2024年夏季奥林匹克运动会女子71公斤级银牌得主。